# Viaduc du Parfond du Gouët
Le viaduc du Parfond du Gouët ou viaduc de la Percée a été construit en 1904 par Louis Harel de la Noë pour les chemins de fer des Côtes-du-Nord. Situé en limite des communes de Plérin et Pordic, il permettait à la ligne du réseau départemental de franchir la vallée du même nom.
Ses caractéristiques principales sont :
- 13 arches contreventées
- Longueur totale : 124 m
- Hauteur : 34 m

Cet ouvrage est un des plus remarquables du réseau. Interdit d'accès avant 2010, il a été rénové pour permettre la circulation des piétons et des cyclistes. Il fait partie de la vélomaritime de 40 km reliant Hillion à Pordic.

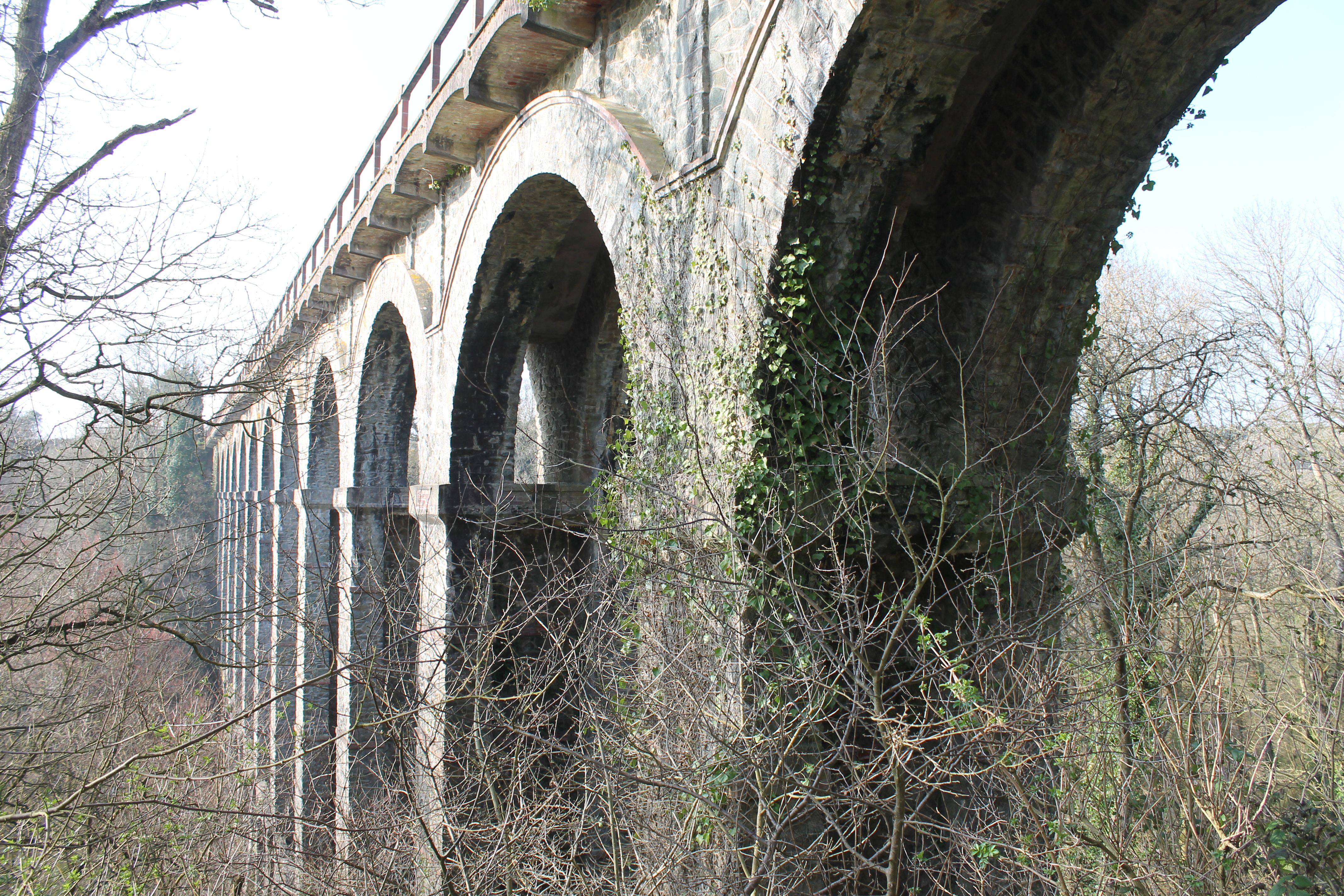

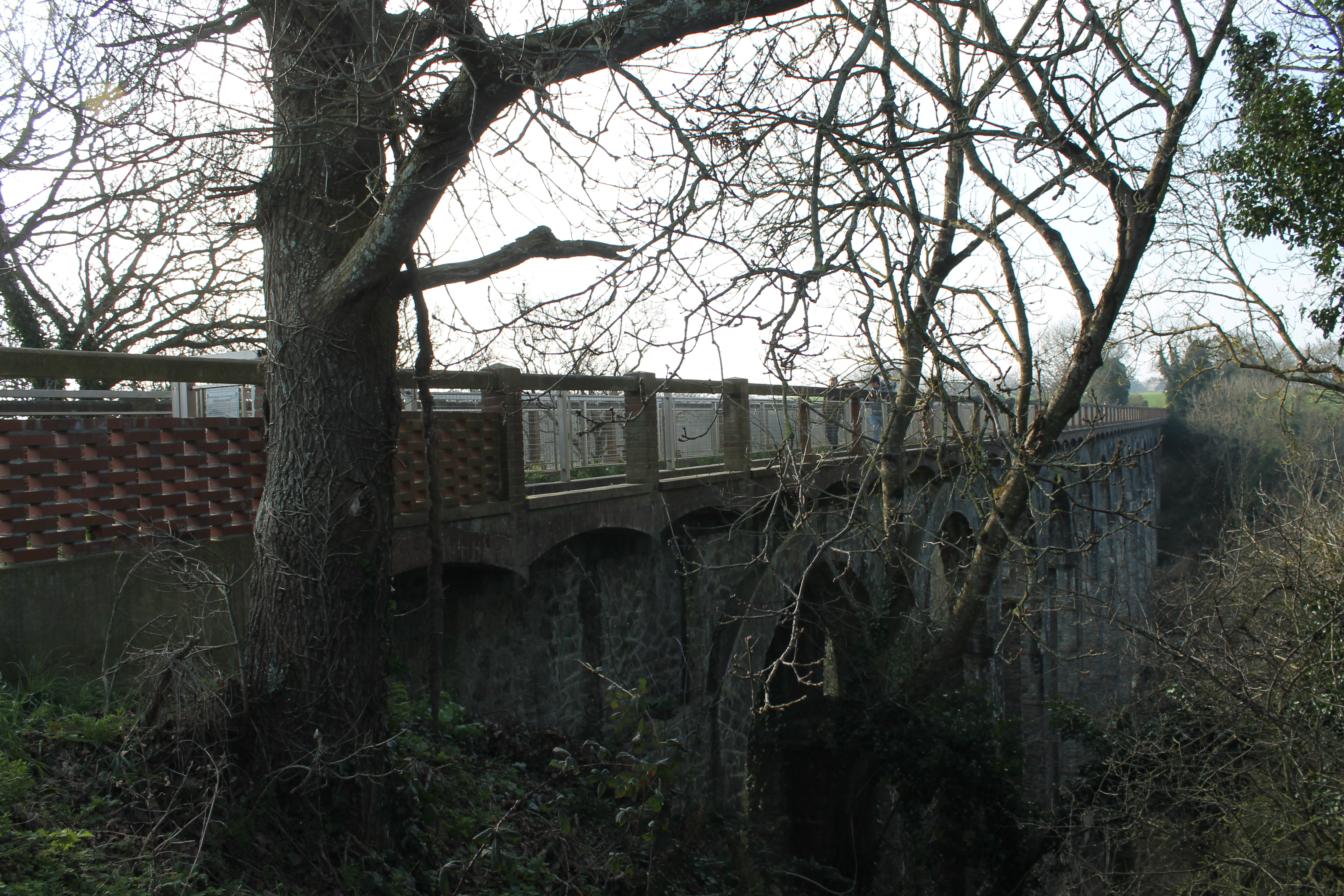

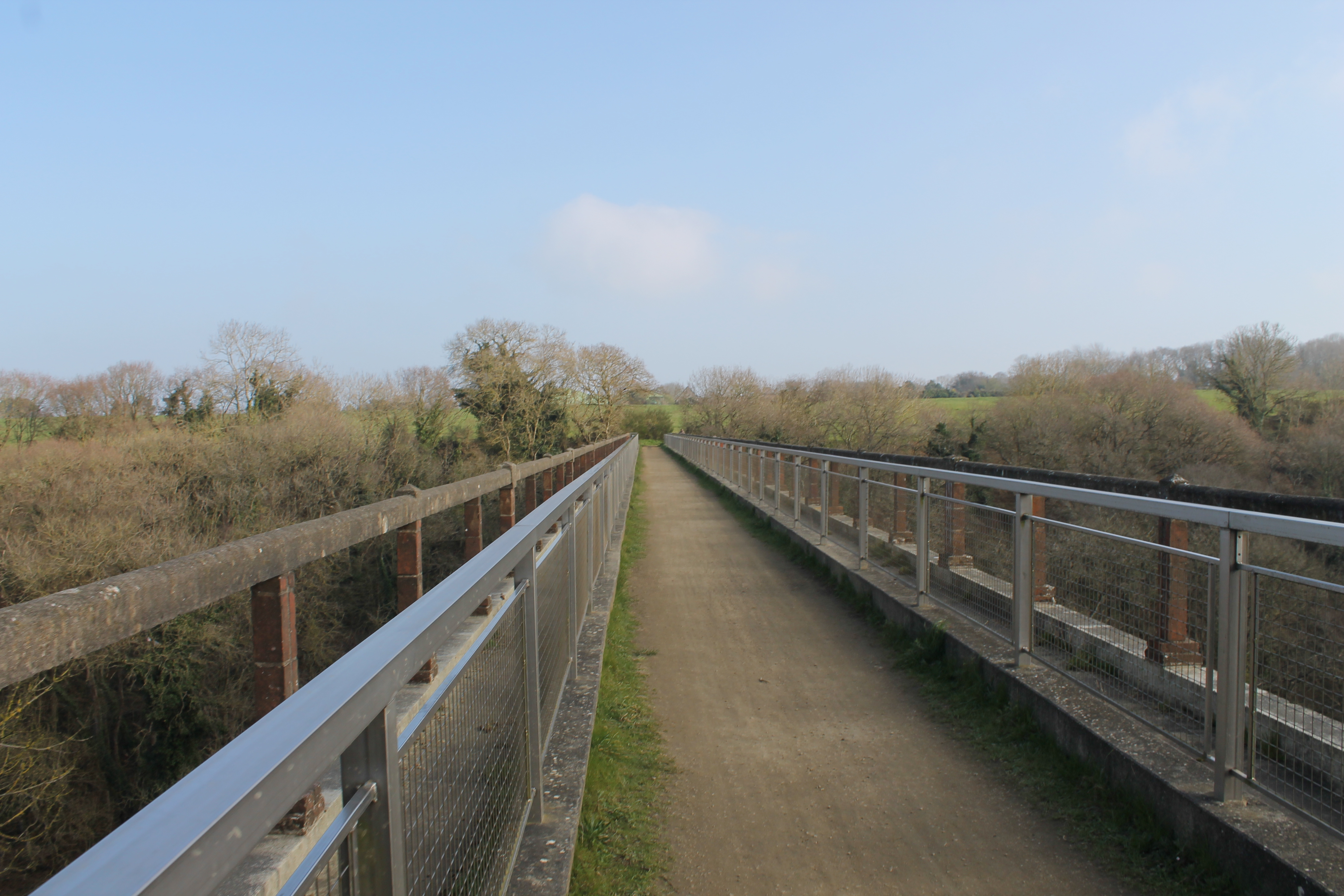